# پایگاه نیروی هوایی هالوارا
پایگاه نیروی هوایی هالوارا (به انگلیسی: Halwara Air Force Station) یک فرودگاه نظامی است که یک باند فرود آسفالت دارد و طول باند آن ۲۷۲۵ متر است. این فرودگاه در شهر پنجاب کشور هند قرار دارد و در ارتفاع ۲۴۱٫۵ متری از سطح دریا واقع شده‌است.